# Sonata para viola (Ligeti)
György Ligeti compuso su Sonata para viola entre 1991 y 1994. Es una sonata para viola solo en seis movimientos, y Ligeti la compuso en varias fases, paralelamente a su Concierto para violín, y sus estudios de piano. 

## Historia
El compositor se inspiró para escribir una sonata para viola después de escuchar a Tabea Zimmermann tocar en la radio, luego comenzó a escribir varios movimientos. El segundo movimiento Loop, fue estrenado por Garth Knox (entonces violista del Arditti Quartet), mientras que Facsar fue estrenado en 1993 por Jürg Dahler. Los dos movimientos fueron concebidos como parte de una obra completa y se convirtieron en el segundo y tercer movimientos de la Sonata para viola sola del compositor.
La sonata es una derivación de la Sonata para violonchelo de Ligeti, compuesta 40 años antes y representa un punto de inflexión importante, con la Sonata para viola abrazando más un patrón que recuerda a la sonata barroca, que tiene muchos movimientos, un Lamento, y concluye con una chacona, que sigue a las sonatas de Frescobaldi que trajeron el pasacalles y la chacona. Los movimientos primero y tercero son variaciones de un ostinato, y alternan entre los movimientos de moto perpetuo que son el segundo y el cuarto. En el primer, cuarto y quinto movimiento se encuentran elementos de la música tradicional de Europa del Este, mientras que la influencia de los ritmos libres y las armonías del jazz y latinas intervienen más en el segundo, tercer y sexto movimiento. Otros rasgos característicos son las armonías en el primer y cuarto movimientos y los acordes repetidos en el segundo y sexto. El crítico Blair Sanderson se refirió a la sonata como "una de las principales obras de viola del siglo XX".

## Movimientos

### 1.Hora lungă
El primer movimiento, Hora lungă, tiene influencias del estilo de la canción popular rumana del mismo nombre. El título significa "Hora lenta", pero en este caso hora podría entenderse como la palabra rumana para "danza". Todo el movimiento se toca en la cuerda Do y utiliza intervalos microtonales que imitan principalmente la escala armónica de Fa. Otros ejemplos de pasajes en una sola cuerda incluyen el Aria del Concierto para violín de Ligeti (74 compases en la cuerda Sol) y el tercer movimiento de la Sonata para Viola, Facsar, que probablemente influyó en el primer movimiento, ya que Ligeti escribió los dos movimientos en el mismo año.
Para indicar microtonos, Ligeti usa tres flechas hacia abajo para alteraciones de -49, -31 y -14 cents, respectivamente. El uso de intervalos microtonales es común en las obras de Ligeti. En la Sonata para viola, su uso sigue la escala armónica en Fa. De esta manera, la construcción armónica, con -49 cents más bajo en Si♮, -31 cents más bajo en Mi♭ y -14 cents más bajo en La♮, el oído sugiere la resonancia de la "quinta" cuerda imaginaria Fa, que estaría una quinta debajo del Do más bajo de la viola, lo que hace que el movimiento en algunos aspectos sea similar a la música espectral.
El movimiento consta del tema introducido en los compases 1-2, con seis transformaciones repetidas (c. 2-5, 5-8, 9-14, 16-19, 19-32, 32-37) y una especie de interludio (c. 15-16) que emplea un figuración arpegiada de armónicos que asciende en la cuerda Do. La única ruptura del movimiento dura un dieciseisavo y el final del interludio, proporcionando un punto de referencia para la bisección conceptual del movimiento. La quinta transformación incluye un gran crescendo y clímax, con la dinámica ffff en el compás 29. La última sección consta completamente de armónicos naturales, basados en una segunda escala armónica en Do en contraposición a la escala armónica antes mencionada en Fa.

### 2.Loop

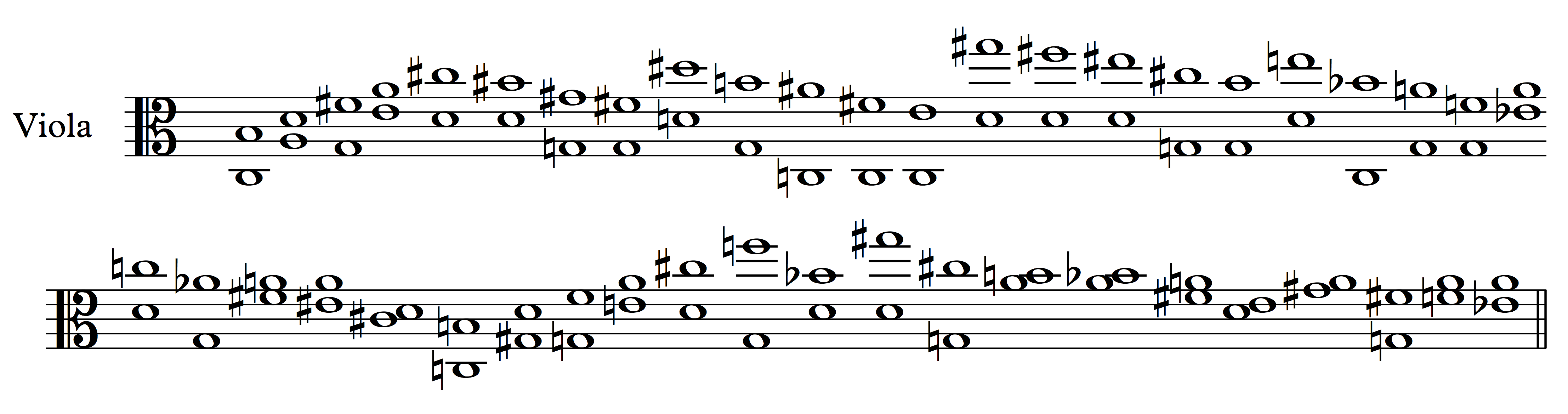
Las 45 cuerdas dobles que se repiten a lo largo de la pieza.

El segundo movimiento, Loop, emplea procedimientos diminutivos similares a los motetes renacentistas, que contrastan con el aumento empleado en el movimiento anterior. Hay una clara influencia jazzística en el movimiento y hay una indicación de tocar "con swing", quizás por la influencia de la música de Stéphane Grappelli. Toda la obra consta de 45 dobles cuerdas en bucle, con una introducción de 3 compases. La dificultad técnica es notable, las dobles cuerdas siempre se tocan con cuerdas abiertas y tienen saltos de posición bastante desafiantes para la mano izquierda y vueltas del arco complejo, que junto con la creciente contracción rítmica conduce a un final interrumpido.

### 3.Facsar
El Facsar muestra el énfasis en el ritmo del segundo movimiento con el lenguaje melódico y armónico, con una transformación constante del material temático en todas las formas posibles. Siempre hay un tema principal (c. 1-10) seguido de transfiguraciones constantes, que son siempre de la misma duración, en contraste con las técnicas aumentativas y diminutivas de los movimientos precedentes. De esta forma, el marco se rompe con una sección de Più mosso (c. 60–64) y una coda de seis compases de cierre (c. 90–96).
La estructura es muy regular y esquemática, pero Ligeti utiliza las dinámicas para tratar de ocultar las divisiones estructurales, evitando el énfasis en el inicio de los episodios. En los compases 40 y 41, lo logra agregando más legatos, lo que anticipa el tempo y la dinámica del compás 60, mientras que entre los compases 70 y 72 logra un crescendo que desdibuja el sentido de división. Las indicaciones de expresión y dinámicas no son el resultado de consideraciones formales y estructurales, de hecho han sido definidas por Ligeti después de diferentes intentos prácticos, pidiéndole a Garth Knox que intente tocar repetidamente con diferentes direcciones.

### 4.Prestissimo con sordino
En el cuarto movimiento, Ligeti emplea combinaciones de acentos, articulaciones cortas, cuerdas abiertas, dobles cuerdas y armónicos, que con la alta velocidad requerida crean un sonido particular. En las sucesivas ocurrencias del material temático, el compositor realiza cambios mediante la adición o sustracción de notas, transformando notas individuales en acordes y viceversa, y consecuentemente adaptando la acentuación y las dinámicas.

### 5.Lamento
El quinto movimiento, Lamento, incluye una idée fixe, que también utilizó en Automne à Varsovie (de sus Études para piano), su concierto para violín y piano, y en varias otras obras de cámara. Aunque la primera vez que utiliza este tema es en su Musica ricercata.
El movimiento está relacionado con la danza barroca francesa loure, que suele estar en 6
4, ya que el movimiento alterna entre 5
8 y 7
8, lo que sugiere una división asimétrica de 12
8. El motivo Lamento consta de tres frases, que constituyen el tema (c. 1-7), seguidas de cuatro transformaciones (c. 12-18, 25-33, 41-49, 53-62), intercaladas con interludios y seguidas de una coda (c. 63-64).

### 6.Chaconne chromatique
La Chaconne chromatique está relacionada con su equivalente renacentista y barroco. Este último movimiento retoma y amplifica la forma ternaria del sujeto en el Lamento anterior, con un tema (c. 1-8) que se transforma repetidamente, alterando la identidad armónica y cromática de la segunda transformación a las otras transformaciones. En particular, la cuarta transformación es un engrosamiento progresivo de la textura musical, ya que las cuerdas dobles se amplifican a cuerdas triples y cuádruples, en paralelo a la intensificación de la dinámica, de manera similar a lo que se escucha en Facsar .
La idea subyacente es un cantus firmus cromáticamente descendente, que se conserva en la mayoría de las repeticiones, con alteraciones menores. Las principales alteraciones son la adición de un compás que consta de cuerdas triples y un crescendo en el compás 57, retrasando el inicio de la séptima transformación en un compás. La otra alteración, es la adición de un 4
4 en el compás 73, y la octava transformación, se reduce a seis golpes, llegando a un final en el compás 79. En este último tramo, la música se intensifica y el clímax se interrumpe en el compás 80 con el tempo que marca Meno mosso, molto cantabile, terminando en silencio.